# Alma-Johanna-Koenig-Preis
Der Alma-Johanna-Koenig-Preis war ein internationaler Literaturpreis, der 1957 von Oskar Jan Tauschinski als Wettbewerbspreis gestiftet worden war. Er wurde bis 1987 zur Erinnerung an seine Lebensgefährtin Alma Johanna Koenig alle fünf Jahre verliehen. Die Dotierung betrug zunächst 5.000 ATS, bei der letzten Vergabe 50.000 ATS.

## Preisträger
- 1957 Karl Wawra für seine Erzählung Bildnis in drei Türmen
- 1962 Johannes Bobrowski für sein Gedicht Im Strom
- 1967 Kurt Mellach für seine Erzählung E.
- 1972 Heinz Piontek für seinen Essay Blick auf Wien
- 1977 Catarina Carsten für ihre Erzählung Gespräche mit Lebbin
- 1982 Richard Exner für sein Gedicht Nach Auschwitz
- 1987 Gerhard Amanshauser für seine Erzählung Nadja